# Paolo de la Haza
Paolo de la Haza (Lima, Provincia de Lima, Perú, 30 de noviembre de 1983) es un futbolista peruano. Juega como defensa o centrocampista defensivo y su equipo actual es Club Cultural Deportivo Géminis de la Copa Perú. Fue absoluto con la Selección Peruana de Futbol

## Trayectoria
Se inició en la Academia Cantolao. Su primer club fue el Sport Boys, equipo con el que debutó en Primera División el 22 de febrero del 2002. Luego pasó al Cienciano, en donde obtuvo la Recopa Sudamericana 2004 y jugó la Copa Libertadores 2005 y Copa Libertadores 2006.
En el 2007 firmó un contrato de tres años con el Chernomorets Odessa de Ucrania donde comparte el equipo con sus compatriotas Edgar Villamarin y José Carlos Fernández. Sin embargo, el 18 de febrero del 2009 se desvinculó del equipo ucraniano y días después fichó por Alianza Lima.
Para la temporada 2009-2010 parte a Israel para jugar por el Beitar Jerusalén junto a Junior Viza su excompañero de Alianza Lima. 
A mediados del 2010 llega como refuerzo a Aliana Lima donde jugó 14 partidos y logró clasificar a la Copa Libertadores 2011. El 9 de marzo de 2011, se desvinculó del cuadro blanquiazul para firmar por el Jiangsu Sainty de la Super Liga China.
Tiene una Escuela de Fútbol Benjamin Doig Paolo de la Haza en el campo de fútbol La Chalaca en La Perla – Callao. Junto con José Moisela y Pedro Plaza.
Luego pasó por clubes como Cienciano, Sport Boys, Atlético Grau y Deportivo llaucabamba. Para este 2024, se encuentra jugando en el Club Deportivo Cultural Geminis de la Liga Distrital de Comas.

## Clubes
| Club                      | País    | Año         | PJ  | Goles |
| ------------------------- | ------- | ----------- | --- | ----- |
| Sport Boys                | Perú    | 2002 - 2004 | 74  | 3     |
| Cienciano                 | Perú    | 2004 - 2007 | 142 | 7     |
| Chernomorets Odessa       | Ucrania | 2007 - 2009 | 28  | 2     |
| Alianza Lima              | Perú    | 2009        | 18  | 1     |
| Beitar Jerusalén          | Israel  | 2009 - 2010 | 26  | 0     |
| Alianza Lima              | Perú    | 2010 - 2011 | 16  | 1     |
| Jiangsu Sainty            | China   | 2011        | 11  | 0     |
| Universidad César Vallejo | Perú    | 2012 - 2013 | 80  | 3     |
| Sporting Cristal          | Perú    | 2014 - 2015 | 57  | 0     |
| Juan Aurich               | Perú    | 2016        | 34  | 1     |
| Alianza Lima              | Perú    | 2017        | 23  | 0     |
| Cienciano                 | Perú    | 2018        | 25  | 1     |
| Sport Boys                | Perú    | 2019 - 2020 | 47  | 1     |
| Atlético Grau             | Perú    | 2021 - 2022 | 26  | 0     |
| Deportivo Llacuabamba     | Perú    | 2023        | 21  | 0     |
| Géminis                   | Perú    | 2024 -      |     |       |

## Palmarés

### Campeonatos nacionales
| Título                    | Club             | País | Año  |
| ------------------------- | ---------------- | ---- | ---- |
| Primera División del Perú | Sporting Cristal | Perú | 2014 |
| Primera División del Perú | Alianza Lima     | Perú | 2017 |
| Liga 2                    | Atlético Grau    | Perú | 2021 |

### Torneos cortos
| Título          | Club             | País   | Año  |
| --------------- | ---------------- | ------ | ---- |
| Torneo Apertura | Cienciano        | Perú   | 2005 |
| Torneo Clausura | Cienciano        | Perú   | 2006 |
| Copa Toto Al    | Beitar Jerusalén | Israel | 2010 |
| Torneo Clausura | Sporting Cristal | Perú   | 2014 |
| Torneo Apertura | Sporting Cristal | Perú   | 2015 |
| Torneo Apertura | Alianza Lima     | Perú   | 2017 |
| Torneo Clausura | Alianza Lima     | Perú   | 2017 |

### Copas internacionales
| Título              | Club      | País | Año  |
| ------------------- | --------- | ---- | ---- |
| Recopa Sudamericana | Cienciano | Perú | 2004 |

### Distinciones individuales
| Distinción                                                                                            | Año  |
| --- | ---- |
| Incluido en el equipo ideal del Campeonato Descentralizado según el portal periodístico DeChalaca.com | 2013 |
| Preseleccionado como defensa en el mejor once de la Liga 2 según la SAFAP                             | 2021 |